# Пынтя Храбрый
Пынтя Храбрый (рум. Pintea Viteazul, настоящее имя Григор Пынтя (рум. Grigore Pintea); 25 февраля 1670 — 14 августа 1703) — предводитель гайдукского движения, действовавший на территориях нынешней Украины и Румынии.
Память о нём сохранилась как в карпаторусинском, так и в румынском фольклоре, а в |XIX веке, в период активного формирования национальных движений в Европе, легендарная личность Пынти стала символом борьбы за национальное самоопределение как для карпаторусинского национального движения, так и для румынского.

## Биография

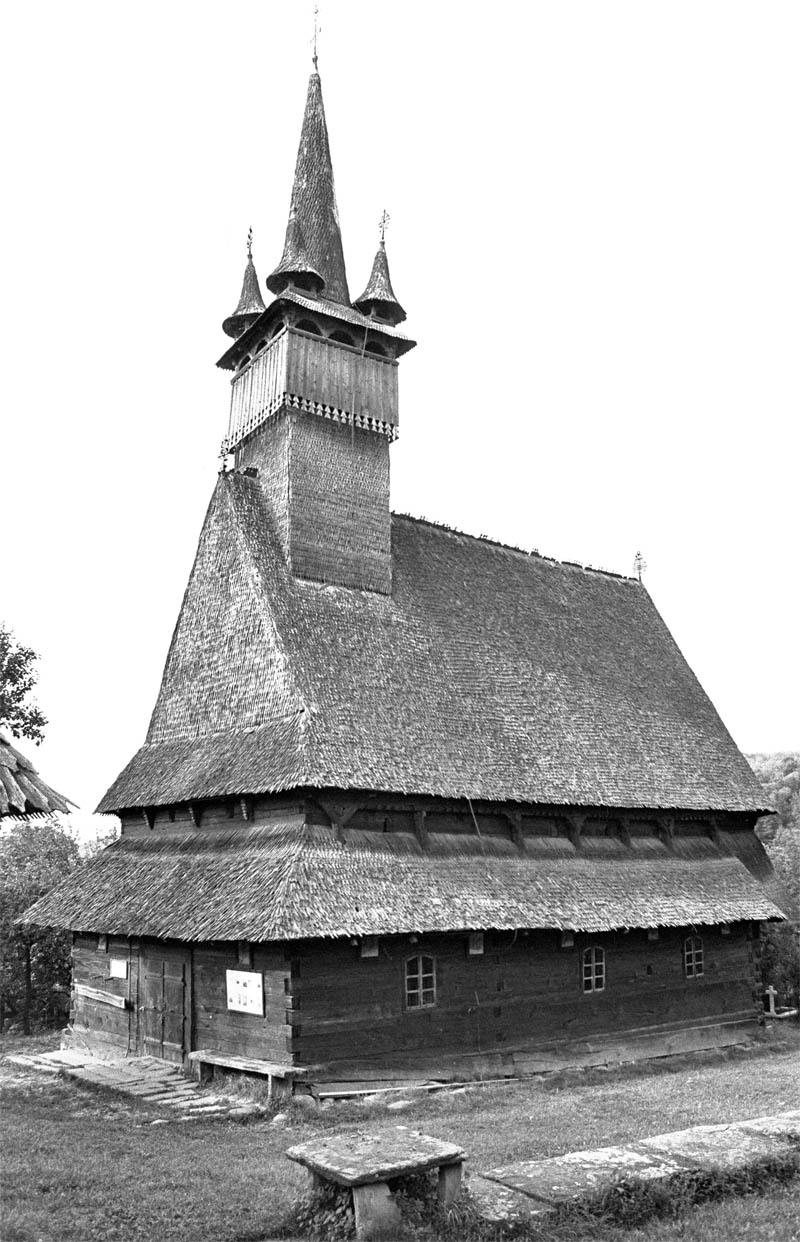
Церковь в Будештах

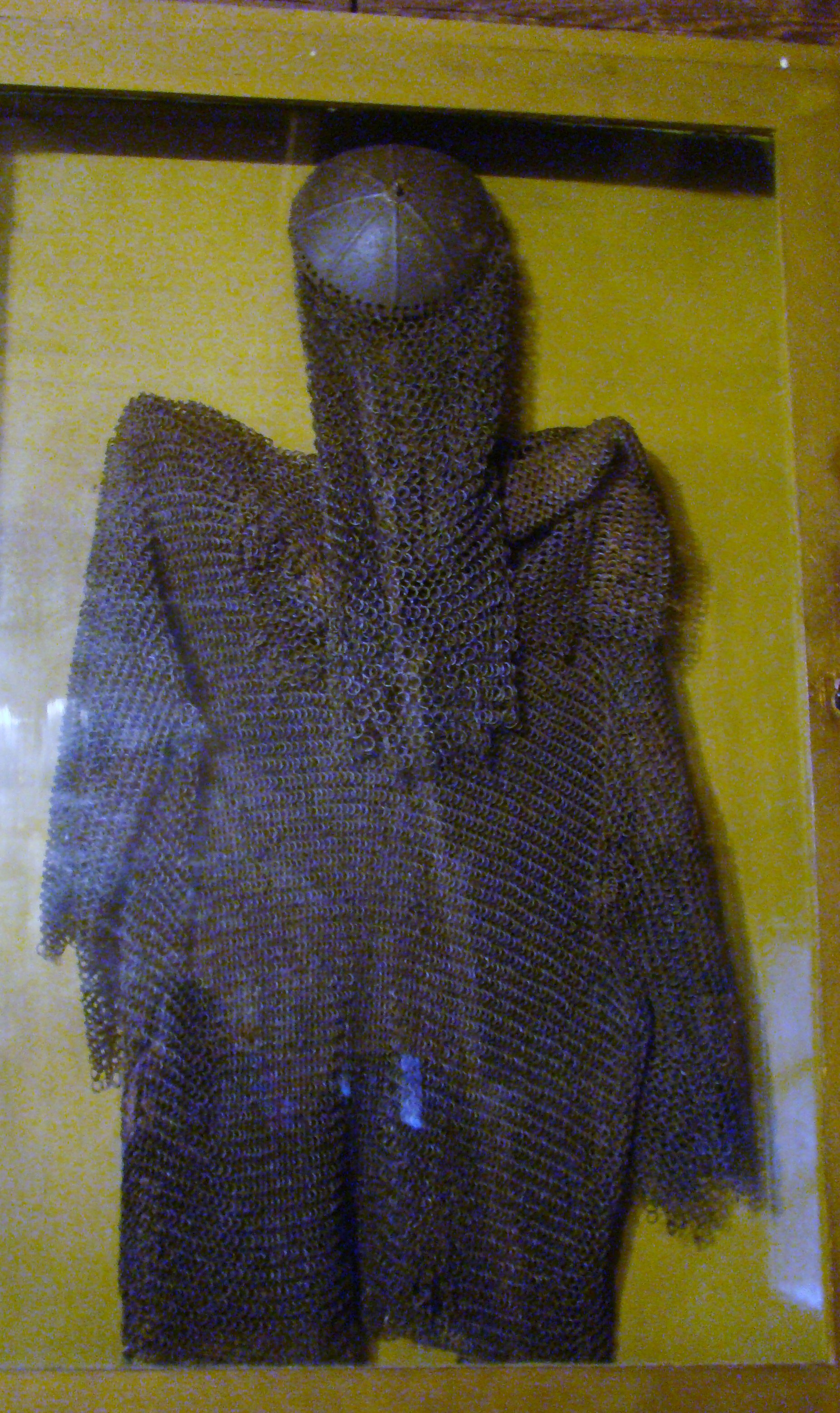
Кольчуга Пынти, хранящаяся в церкви св. Николая в Будештах.

Григор Пынтя родился 25 февраля 1670 года, в селе Магоаджа округа Клуж, жудец Клуж, Румыния, в богатой семье.
6 мая 1689 года трансильванским князем Михаем I Апафи ему был присвоен дворянский титул Григор Пынтя де Холломезё (рум. Grigore Pintea de Hollómezõ (Măgoaja)).
Документы свидетельствуют, что Григор Пынтя знал несколько языков и был хорошо обучен военному делу.
Согласно легенде, Пынтя вначале пошёл по стопам отца, поступив на службу к Габсбургам, однако, увидев несправедливость к простому люду, принимает решение бороться с ней.
В 1695 году организовал отряд и начал грабить греческих купцов и австрийских богачей, помогать нуждающимся.
В 1698 году Пынтя был объявлен вне закона. 2 января 1700 года Пынтя был пойман в районе города Сату-Маре. Он просидел в местной тюрьме около месяца и был выпущен под обещание вернуть товар греческим купцам, но, выйдя на свободу, не сдержал слова, продолжив грабить австрийских и греческих богачей, при этом щедро делясь награбленным с простым народом.
В 1703 году Григор Пынтя примкнул к восстанию Ракоци против монархии Габсбургов, которую вёл капитан Ференц II Ракоци. Григор Пынтя участвовал в осаде Хустского замка.
По одним данным, погиб от рук своих бывших товарищей 14 августа 1703 года у города Бая-Маре, по другим данным, был тогда только ранен и взят в плен, а 22 августа 1703 года расстрелян властями.
Пынтя Храбрый был и остаётся популярным среди простого народа страны. Как и в случае с Робин Гудом, во многих песнях и сказках воспевается то, что Пынтя отбирал деньги у богатых и раздал бедным.
В церкви св. Николая Чудотворца села Будешти до сих пор хранится «кольчуга» Пынти Храброго.

## Версии
- Существует версияШаблон:Чья?, что Пынтю в 1700 году выпустил из темницы в Сату-Маре градоначальник барон Фредерик Лёвенбург (baronul Fredericus de Lowenburg), договорившийся с Пынтей о его освобождении с условием из 4 пунктов. В обмен на свободу от Пынти в том числе требовалось покинуть Марамуреш и успокоить сторонников, чтобы не было народных волнений. Возможно, выполняя эти пункты, либо много позже, уходя от преследований из-за участия в восстаниях 1703 года, Пынтя переселился в Молдавское княжество, на территорию нынешней Бессарабии, где и жил до смерти.
- Гора Пинтева Студна возле Хуста названа в честь Пынти по поверженному им Хустскому замку. Вероятно, правильное название горы ― Pintea Studna (Пинтя Хороший), так как «студня» с карпаторусинского языка — «хорошо».

## Память
- Фольклор (особенно Южного Марамуреша) богат сказками и песнями про Пынтю Храброго, например, Casandra Maria Hausi «Balada lui Pintea Viteazu».

### Фольклор
- Легенда говорит, что Пынтя был зачарован и неуязвим для всех видов оружия, и его можно было убить только серебряной пулей.
- В горе Гутай (Gutai), неподалёку от деревни Красешты (Crăceşti), Пынтя Храбрый и его люди вырыли пещеру, где хранили награбленное золото и оружие. Говорят, что вход в пещеру закрытый железной дверью можно увидеть и сегодня, раз в семь лет.
- При штурме Хустского замка Пынтя Храбрый сделал пушку из брёвна и с горы (которая сейчас называется Пинтева Студна) выстрелом пробил крышу замка, а вторым выстрелом его разрушил.

## Книги
- Олександр Гаврош[укр.]. «Пригоди тричі славного розбійника Пинті».

## Фильмы
- «Pintea», 1976, Румыния. Режиссёр Мирча Молдован[рум.]. В советском прокате шёл под названием «Честь гайдука».